# 여호아스
여호아스(재위: 기원전 805년경 ~ 790년경)는 분열 이스라엘 왕국의 12대 왕으로 요아스라고도 불리기도 한다.
전왕 여호아하스 왕의 아들로 그도 역시 큰 죄악을 저질렀다. 그는 유다 왕국의 왕 아마샤가 전쟁을 일으키자 이에 맞서 벳 세메스에서 전투를 벌였는데 여호아스는 유다군을 크게 무찌르고 아마샤까지 사로잡아 왔다.
여호아스는 유다 왕국의 수도 예루살렘까지 쳐들어와 성전의 400암마를 헐고 성전과 왕궁 창고의 있는 금과 은과 기물을 모조리 빼앗고 인질을 잡아 사마리아로 돌아갔다.
한편 그의 재위기 동안 선지자 엘리사가 병으로 사망하였고 아람에서는 하자엘이 죽고 그의 아들 벤 하닷이 왕위에 올랐다. 여호아스 왕은 아람과 전쟁을 벌여 3차례에 걸쳐 전왕 여호아하스 왕 때 빼앗겼던 영토를 되찾았다.
| 전임 여호아하스 | 북이스라엘의 왕 | 후임 여로보암 2세 |